# Gârliște, Caraș-Severin
Gârliște este un sat în comuna Goruia din județul Caraș-Severin, Banat, România.

## Obiective turistice
În apropierea localității se află Cheile Gârliștei de-a lungul râului cu același nume din Munții Aninei.
Un traseu turistic marcat parcurge cheile în amonte spre Anina, pâna la halta CFR Gârliște.
Lânga halta se află cel mai lung tunel al căii ferate Oravița-Anina.

## Personalități locale
- Damaschin Bojincă (1802 - 1869), jurist, publicist.

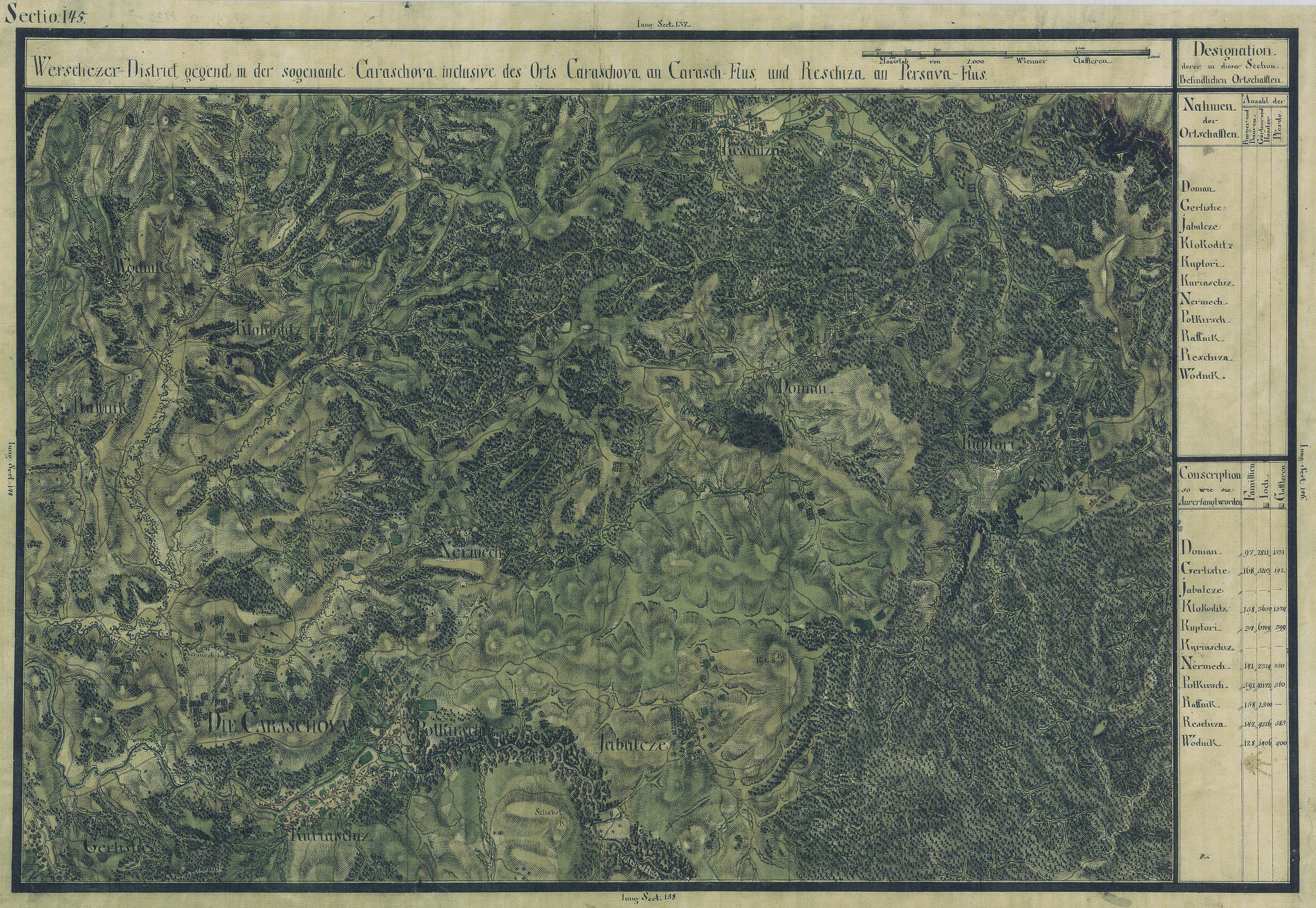
Gârliște în Harta Iosefină a Banatului, 1769-72